# John Pershing
John Joseph "Black Jack" Pershing (n. 13 septembrie 1860, Laclede⁠(d), Missouri, SUA – d. 15 iulie 1948, Washington, D.C., District of Columbia, SUA) a fost un general american, care a condus Forțele expediționare americane din timpul Primului Război Mondial.